# マーマデューク・ピクタール

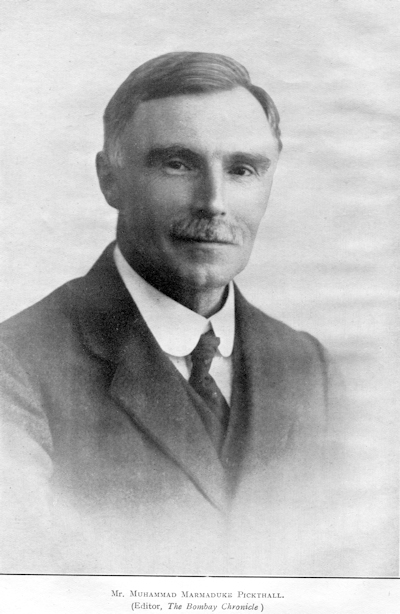
マーマデューク・ピクタール

マーマデューク・ピクタール（Marmaduke Pickthall、1875年 – 1936年5月19日)）は、イスラームの聖典クルアーンを英語に翻訳したことで知られる翻訳家、小説家、ジャーナリスト。

## 生涯
1875年、サフォークの牧師の家に生まれる。1881年に父が亡くなった。ハロウ校に入学したが病気がちで、6学期間しか在学できなかった。在学期間は短かったが、のちに首相となるチャーチルと友人になった。母親とともにヨーロッパ中を旅行するうちに語学の才能があることを自覚する。ジュラ地方への旅では登山に夢中になり、登山は生涯の趣味になった。ウェールズとアイルランドではウェールズ語、ゲール語を習った。1896年にイングランドに戻り、レヴァント領事館の採用試験を受ける。語学のみとびぬけていたが他が惨憺たる成績であった。ハロウ校に戻るか、母親の友人のつてでレヴァントへ行って実地経験を積むか、ピクタールの前にはふたつの選択肢があった。彼はの間で悩んだすえ、後者を選んだ。母親の友人は聖公会のエルサレム司教の仕事の実務を担っていたトマス・ダウリングという人物であり、ピクタールはパレスチナ行きを決めた。この時点でピクタールはまだ18歳になっていなかった。
ポート・サイードからエジプトに入り、アラビア語を習いながらカイロの裏道をさ迷い歩いた。ヤッファ行きの船に乗ってパレスチナに入った。パレスチナの人々の警戒を解くため、彼らと同じ服装をして諸所へ入っていった。このときにピクタールが目にした物事は、のちに彼が著した旅行記 Oriental Encounters に記されている。ピクタールは、「1890年代前半にわたしがダマスクス、エルサレム、アレッポ、カイロなどで見た日常生活は、むかし『千一夜物語』で読んだとおりだった」「堕落や貧困でさえも、ヨーロッパで目にする何と比べても、生の喜びにあふれていた」などと記し、＜国家＞というものに偶像崇拝的な情熱を持って育ったパブリックスクールの学生にとっては想像もできないような自由の世界を発見した、と語っている。
1898年にヨーロッパへ戻り、スイスのレマン湖のほとりで結婚した。同年に近東で見聞したことを旅行記にまとめ出版した。1899年までにサフォークの小さなコテージを手に入れて、以後、そこで執筆活動をする。1902年に出版した2作目の小説はJ. M. バリーやH. G. ウェルズに高く評価される。1907年、ふたたび近東へ旅立ち、エジプトのイギリス領事官のゲストとして10年間を過ごした。
ピクタールは「中近東の人々にシンパシーを抱いており、イギリスの植民地支配に対して批判的であった」と、安易に考えられがちである。しかし実際の彼の政治観はもっと複雑であった。彼はイギリスの駐エジプト総督の植民地支配を称賛している。デンシワーイ村事件（1906年）を契機にしたエジプトの民族解放運動の高まりとイギリス市民の抗議の世論のなかで、ピクタールは村人の絞首刑を含む厳罰を支持した。後年にはインドにけるイギリスの帝国主義に批判的だったようであるが、エジプトにおけるイギリスの同様のふるまいについては支持をつづけた。愛国主義的な保守党支持者であったが、イギリスとオスマン帝国との対立には反対した。
1912年から1920年まではイギリス本国に戻り、当時の国際関係の緊張化を背景に、精力的に記事を執筆した。オスマン帝国下のバルカン半島の情勢をめぐって、トルコ人を悪魔にたとえるキリスト教徒を非難したり、ブルガリアにおけるキリスト教徒によるイスラーム教徒の虐殺を論じたりした。オスマン帝国の解体はむしろキリスト教徒にとって危ないと述べ、トルコ人イスラーム教徒への攻撃は世界中のイスラーム教徒を敵に回すことになると警告した。
第一次世界大戦の勃発（1914年）に際しては、「よろこんで一兵士として戦う、ただし、トルコ人と交戦しなくてもよいのであれば」と述べ、オスマン帝国自身のためにトルコの中立と対独依存からの脱却を強く主張した。大戦期間中はオスマン帝国の立場を尊重することを主張した。具体的には、従来のイギリスの対トルコ政策の継続、ロシアの外交政策が及ぼす影響への懸念を主張し、バルカン半島のキリスト教徒が単に同じ信仰を持つからといってイギリスの保護を受け入れるだろうという甘い見込みに対して反論した。また、トルコ人の美質を称賛し、イスラーム復興に期待を寄せた。
ピクタールの家族には教会関係者が多い。父も父方祖父も聖公会の聖職者、義理の妹には修道女が2人いた。10代のころのピクタールがレヴァントへ行って中東文化に出会ったのも、キリスト教会が関連していた。しかしながら、ヨーロッパから中東に来たキリスト教徒のふるまいを中東で目の当たりにするにつれ、キリスト教徒コミュニティに少しずつ失望していった。彼の著作によると、第一次世界大戦の進行の中で、イギリス帝国とオスマン帝国、2つの帝国への忠誠心の二律背反に苦しみ、神経を病んだ。1917年の11月、ピクタールはイスラームを受容（換言すれば、イスラーム教に改宗）したことをおおやけに宣言した。「ムハンマド」というムスリム名を得て、ムスリムとして活動を始め、すぐに英国イスラーム協会の中心的人物になった。
1919年からイスラーム情報局 Islamic Information Bureau に勤務し、1920年からイスラーム関連の新聞社の編集局員としてインドに渡った。マドラス（現チェンナイ）でイスラームに関する連続講演を行い、1930年に聖典クルアーンの英語訳を公刊した。1935年にイギリスに帰国し、翌年亡くなった。

## 著作

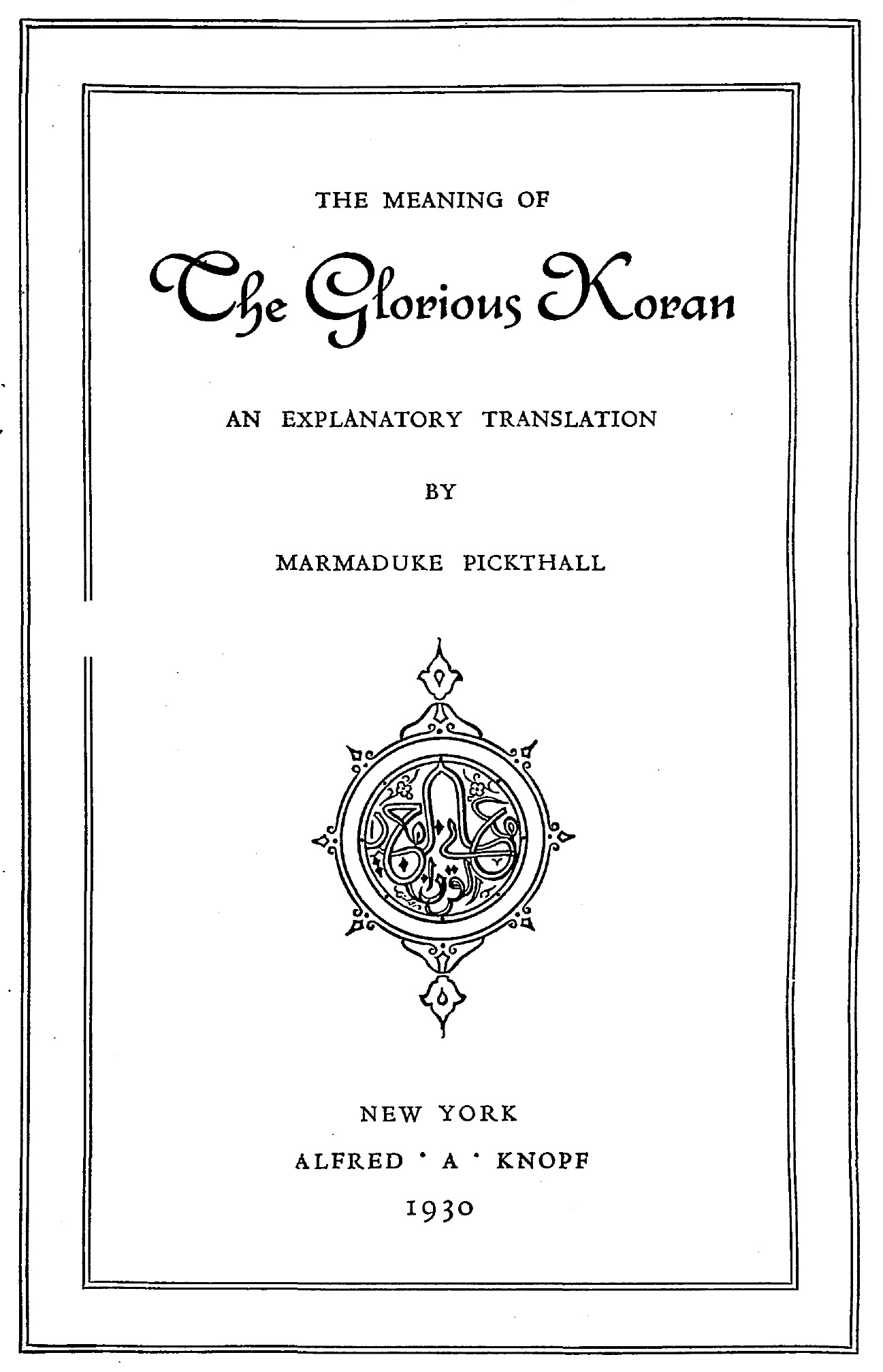
The Meaning of the Glorious Koran (1930) の表題ページ

1930年に出版した The Meaning of the Glorious Koran （クルアーンの英語訳）は非常に有名である。のちにピクタールの英語翻訳に基づいて、トルコ語訳、ポルトガル語訳、ウルドゥー語訳、タガログ語訳が作られた。1912年までの著作は小説、以後は、クルアーンの英語訳を除き、論説・パンフレットである。
- 1900 All Fools
- 1903 Saïd the Fisherman
- 1904 Enid
- 1905 Brendle
- 1906 The House of Islam
- 1907 The Myopes
- 1908 The Children of the Nile
- 1909 The Valley of the Kings
- 1911 Pot au Feu
- 1912 Larkmeadow
- 1913 The Black Crusade
- 1913 Veiled Women
- 1914 With the Turk in Wartime
- 1915 Tales from Five Chimneys
- 1916 The House of War
- 1917 Knights of Araby
- 1918 Oriental Encounters
- 1919 War and Religion
- 1919 Friday Sermons
- 1919 Sir Limpidus
- 1920 Islam and Progress
- 1921 The Early Hours
- 1922 As Others See Us
- 1927 The Cultural Side of Islam
- 1930 The Meaning of the Glorious Koran